# Arsenio Lara
Pedro Arsenio Lara Puerto (1900 - 1970) fue un líder agrarista y luchador social mexicano, nacido y fallecido en Tixkokob, Yucatán. Luchó en favor del ejido henequenero yucateco y de los ejidatarios beneficiarios de la reforma agraria emprendida por el presidente Lázaro Cárdenas del Río en Yucatán el año de 1937.

## Datos biográficos
Arsenio Lara fue simpatizante de Felipe Carrillo Puerto en sus años de juventud y colaboró en las Ligas de Resistencia que fueron la base organizativa del Partido Socialista del Sureste a partir de 1917. Tixkokob, pueblo natal de Lara, se encuentra en el corazón de lo que fue la zona henequenera de Yucatán. Fue un lugar clave, al igual que otras poblaciones como Motul, para la conducción de las tareas revolucionarias en el Yucatán de principios del siglo XX.
Creó en 1937 junto con otros líderes sociales como Miguel Ángel Menéndez Reyes, el Comité de Defensa Ejidal desde el cual reivindicaron la lucha de los ejidatarios henequeneros.
Arsenio Lara fue seguido por miles de campesinos yucatecos que se le unieron en la lucha por sus ideales agraristas. El presidente Lázaro Cárdenas recogió varios de los planteamientos y exigencias del Comité de Defensa Ejidal, expresados por boca de Arsenio Lara, cuando, el 3 de agosto de 1937 llegó a Yucatán para resolver los problemas agrarios y decretar la expropiación de los henequenales a fin de crear el ejido henequenero en beneficio de los campesinos que hasta entonces trabajaban como peones en las haciendas y en las parcelas de propiedad privada.
Desde el Comité de Defensa Ejidal, Lara y sus seguidores buscaron la plena realización de la reforma agraria en Yucatán, defendiendo los intereses de los ejidatarios, quienes a pesar de la política agraria emprendida por Cárdenas, seguían siendo maltratados y su producción malpagada.
Entró en pugna con el entonces gobernador de Yucatán, Humberto Canto Echeverría a quien consideraba coludido con los hacendados de Yucatán en contra de los intereses de los ejidatarios. Se le atribuye a Arsenio Lara el haber provocado la renuncia del gobernador Canto, quien más tarde, retornó a la gubernatura por mediación del propio presidente de la República.